# Michael Holt
Michael Holt (n. 7 august 1978, Nottingham, Anglia, Regatul Unit) este un jucător englez de snooker.
Ocupă poziția 25 în lume. Nu a realizat niciodată breakul maxim. Holt a câștigat turneul Snooker Shoot Out în 2020. 